# SEAT 131
O SEAT 131 é um Fiat 131 rebatizado, um automóvel de segmento C, produzido pela fabricante de automóveis espanhola SEAT de 1975 a meados de 1984. O SEAT 131 foi apresentado em maio de 1975 no Salão do Automóvel de Barcelona.
Com a SEAT tendo formado uma parceria com a Fiat, o SEAT 131 era uma versão rebatizada do Fiat 131, que havia sido apresentado nove meses antes em Turim. Ele recebeu alguns motores produzidos localmente e outras concessões para o mercado espanhol. O SEAT 131 entrou em produção no início de 1975 em Barcelona e até o final de seu ciclo de vida de produção 412.948 unidades foram produzidas.

## Versões

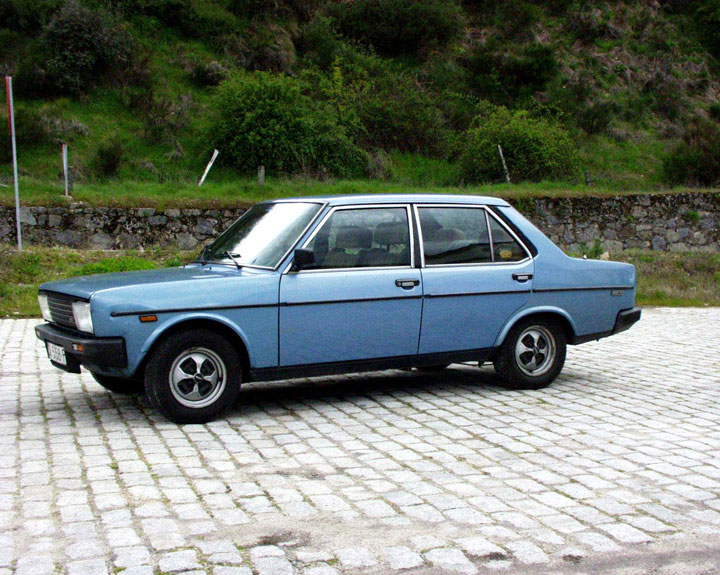
SEAT 131, vista lateral

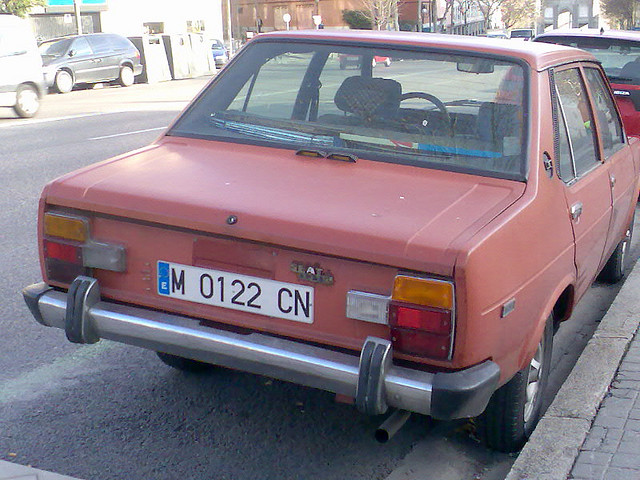
SEAT 131, vista traseira

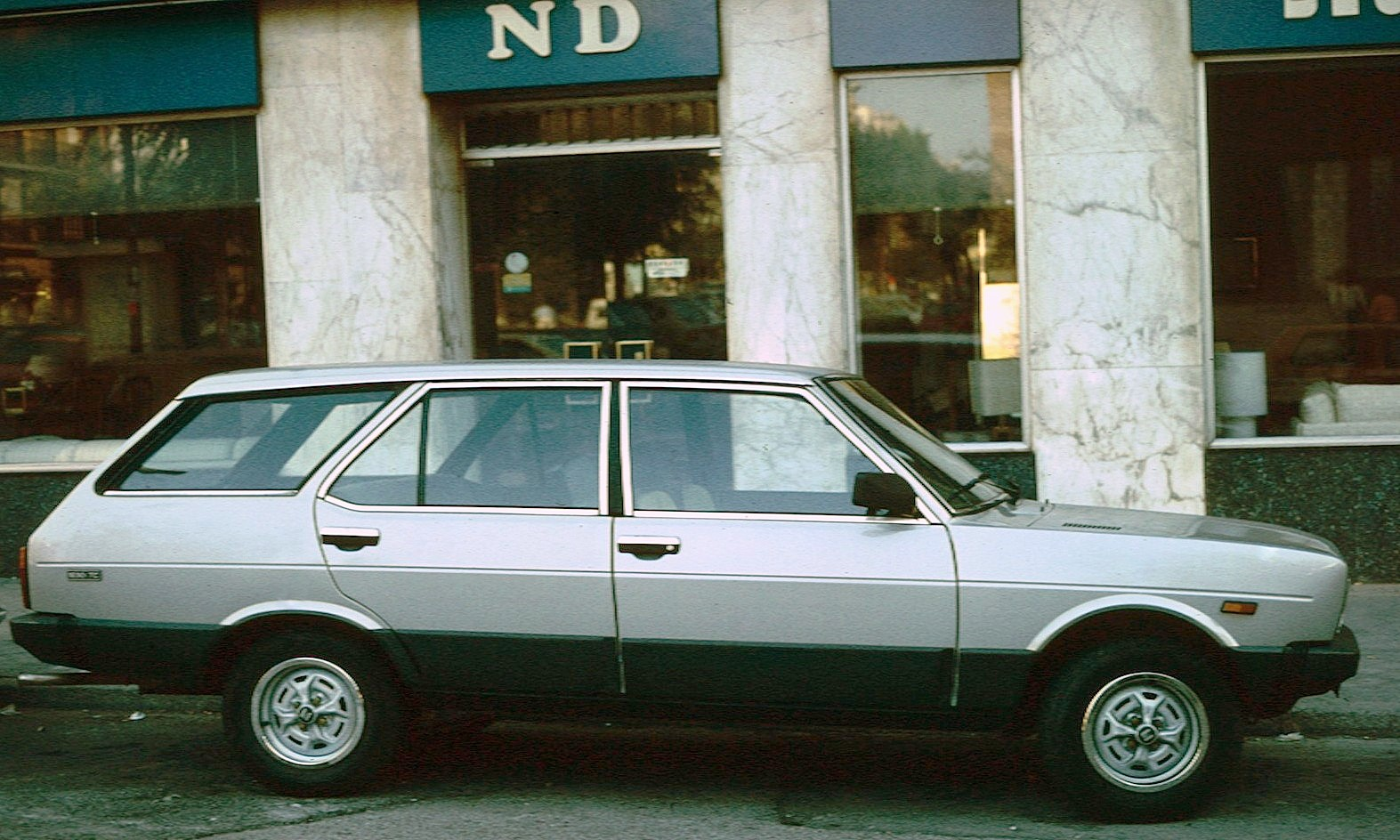
SEAT 131 Familiar, vista lateral

Duas versões de sedã foram oferecidas: o SEAT 131 L, com faróis dianteiros retangulares, motor OHC de 1438 cc e caixa de câmbio de quatro velocidades, e o SEAT 131 E, que apresentava quatro faróis redondos, motor DOHC de 1592 cc e caixa de câmbio de cinco velocidades.
A gama cresceu na primavera de 1976 com o SEAT 131 5 puertas, conhecido não oficialmente como SEAT 131 Familiar, que era a versão perua/carrinha oferecida com ambos os motores. Em 1977, o 131 Automatico (caixa de câmbio automática) foi lançado e no ano seguinte uma produção muito curta do SEAT 131 CLX 1800 foi oferecida.
Em 1978, o SEAT 131 evolui para o SEAT 131 Mirafiori/Supermirafiori (Panorama para as versões perua), com as mesmas mudanças vistas em seu primo italiano. Os motores permaneceram praticamente os mesmos, mas um motor Perkins 4.108 a diesel de 1,8 litro também estava disponível a partir de 1979. Em 1981, a versão Diesel foi desenvolvida com um novo motor Sofim. Este motor de 2500 cc era muito mais potente que a versão Perkins (72 cv contra apenas 49 cv) e foi um dos táxis de maior sucesso na Espanha no início dos anos 1980.
Uma nova edição do CLX foi lançada em 1980. Disponível apenas nas cores prata metálico ou bronze metálico, este 131 CLX tinha um motor de 1919 cc, desenvolvendo 114 cv a 5800 rpm.
Em 1982, o SEAT 131 mudou novamente, reunindo todas as mudanças de carroceria vistas no Fiat 131 série 3. O 131 agora estava disponível nas versões CL, Supermirafiori e Diplomatic. O Diplomatic era o topo de linha, com um motor de 1.995 cc e recursos como direção hidráulica, vidros elétricos ou ar condicionado. As versões Panorama foram os carros escolhidos pelo "Cuerpo Nacional de Policia" (força policial espanhola) como viaturas de patrulha. Em 1984, toda a linha SEAT 131 foi descontinuada, sem um substituto direto. O novíssimo SEAT Málaga baseado no Fiat Regata tomou seu lugar em 1985.